# 侯彥西
侯彥西（英語：Phil Hou，1989年8月8日—），本名鄢勝宇，台灣男演員，曾經就讀私立青年高中影視科、畢業於台灣藝術大學戲劇學系表演組。演出多部電視劇、電影和舞台劇。2011年，以電影《那些年，我們一起追的女孩》許博淳（勃起）的角色，獲得讚賞。持續又演出電影《愛的麵包魂》、《阿嬤的夢中情人》，除了電影也參與多部偶像劇、微電影等演出。

## 演出作品

### 電視劇 / 網路劇
| 年份   | 播出頻道                       | 劇名                          | 飾演             |
| 2006年 | 公視                           | 《愛的麵包魂》                | 阿弟仔           |
| 2007年 | 公視                           | 《我在墾丁*天氣晴》           | 小弟             |
| 2008年 | 中華電視公司                   | 《這裡發現愛》                | 丁雨豪 年輕時期  |
| 2008年 | 台視、三立都會台               | 《命中注定我愛你》            | 理查             |
| 2008年 | 中華電視公司                   | 《不良笑花》                  | 大樹 年輕時期    |
| 2011年 | 中天電視                       | 《記得·我們有約》             | 地瓜             |
| 2012年 | 壹電視                         | 《小站》                      | 重考生           |
| 2015年 | 公視                           | 《長不大的爸爸》              | 阿迪             |
| 2016年 | 優酷                           | 《別那麼驕傲》                | 侯振權(猴子)     |
| 2016年 | 台視、三立都會台               | 《浮士德的微笑》              | 蘇仲文           |
| 2017年 | 酷瞧、CHOCO TV                 | 《富錦街-這條街上的那些故事》 | 信哥             |
| 2018年 | 浙江卫视                       | 《台灣往事》                  | 莊是耕           |
| 2018年 | 台視                           | 《已讀不回的戀人》            | 馮錦榮(青年時期) |
| 2018年 | 公視                           | 《8号公园》                   | 張力凱           |
| 2019年 | 衛視電影台、星衛HD電影台、FOX+ | 《浮士德遊戲2》               | 歐冠得           |
| 2019年 | 三立都會台                     | 《用九柑仔店》                | 蔡兩金           |
| 2019年 | 客家電視台                     | 《四分之3》                   | 曾和宇           |
| 2020年 | 三立都會台                     | 《我的青春沒在怕》            | 徐開宇           |
| 2022年 | Disney+、Bilibili              | 《正義的算法》                | 徐達恩           |
| 2022年 | Disney+                        | 《台北女子圖鑑》              | Glow             |
| 2023年 | Netflix                        | 《模仿犯》                    | 張大超           |
| 2023年 | 愛奇藝、八大戲劇台             | 《不良執念清除師》            | 崔兆萬           |
| 2023年 | 公視、三立都會台               | 《地獄里長》                  | 劉益祥           |
| 2023年 | 中視、衛視中文台               | 《女兒大人加個賴》            | 廖博硯           |
| 2023年 | Netflix                        | 《此時此刻》 - 站一個晚上     | 滷肉飯店員       |
| 2024年 | Netflix                        | 《影后》                      | 孫導             |
| 2025年 | 華視、公視台語台               | 《火車來去》                  | 阿華             |
| 2025年 |                                | 《你，敢不敢？-平交道》       |                  |
| 2025年 | Netflix                        | 《乩身》                      |                  |

### 電視電影
| 年份   | 播出頻道   | 劇名               | 飾演       |
| 2007年 | 公視       | 《拳擊手套布娃娃》 | 阿弟仔     |
| 2008年 | 公視       | 《我的青春ㄌㄨˋ》  | 女主角兒子 |
| 2013年 | 公視       | 《第三十一首籤》   | 林冠宇     |
| 2015年 | 公視       | 《偷虧心事》       | 小武       |
| 2015年 | 公視       | 《早安,青春》      | 強生學長   |
| 2021年 | 緯來電影台 | 《我叫梁山伯》     | 曾建豪     |
| 2025年 | 公視       | 《晚安，晚安》     |            |

### 電影長片
| 年份   | 劇名                                 | 飾演                    |
| 2011年 | 《那些年，我們一起追的女孩》         | 勃起                    |
| 2012年 | 《愛的麵包魂》                       | 阿坤                    |
| 2013年 | 《阿嬤的夢中情人》                   | 白漆                    |
| 2016年 | 《鮮肉老爸》                         | 阿給                    |
| 2016年 | 《樓下的房客》                       | 柏彥                    |
| 2017年 | 《報告老師！怪怪怪怪物！》           | 校車學生（友情客串）    |
| 2018年 | 《比悲傷更悲傷的故事》               | 錄音室人員（友情客串）  |
| 2018年 | 《有五個姊姊的我就註定要單身了啊！》 | 聖德壞學生B（其他演員） |
| 2019年 | 《聖人大盜》                         | Nick                    |
| 2019年 | 《我的青春都是你》                   | 文杰                    |
| 2021年 | 《詭扯》                             | 小強                    |
| 2021年 | 《月老》                             | 菜刀猛男                |
| 2021年 | 《鱷魚》                             | 小侯                    |
| 2022年 | 《再說一次我願意》                   | 吳家宜                  |
| 2022年 | 《初戀慢半拍》                       | 文豪                    |
| 2023年 | 《成功補習班》                       | 劉敬志                  |
| 2024年 | 《餘燼》                             | 侯宇慶                  |

### 電影短片
| 年度   | 劇名                   | 角色   |
| 2009年 | 《隨想曲-距離》        | 阿勳   |
| 2009年 | 《拐彎的夏天》         | 夏天昱 |
| 2011年 | 《清蜜星體驗。天秤女》 | 劉亦仁 |
| 2013年 | 《台南七夕嘉年華》     | 小志   |
| 2013年 | 《幸運星》             | 阿南   |
| 2014年 | 《啟動海洋新航向》     | 眼鏡   |
| 2017年 | 《廉價勞工》           | 維德   |
| 2018年 | 《亡牌前女友》         |        |

### 舞台劇
- 海神家族
- 男言之隱
- 當我們同在一起
- 魔法阿媽

### MV
- 2017年：梁文音-《如歌》
- 2019年：潘俊佳-《都是我》
- 2019年：李英宏-《無經驗可》
- 2025年：何鋒-《情歌總是那麼美》

## 主持作品

### 星光大道
| 年度   | 頒獎典禮                       | 播出頻道         | 備註       |
| 2024年 | 《第59屆金鐘獎》戲劇類星光大道 | 三立都會台、公視 | 搭檔楊小黎 |

## 獎項紀錄
| 年份   | 頒獎典禮     | 獎項                            | 影片           | 角色        | 結果 |
| ------ | ------------ | ------------------------------- | -------------- | ----------- | ---- |
| 2009年 | 第32屆金穗獎 | 學生作品個人單項表現獎-最佳演員 | 《拐彎的夏天》 | 夏天昱      | 獲獎 |
| 2016年 | 第51屆金鐘獎 | 迷你劇集／電視電影男配角獎      | 《鮮肉老爸》   | 阿給/邱士愷 | 提名 |
| 2020年 | 第55屆金鐘獎 | 戲劇節目男配角獎                | 《用九柑仔店》 | 蔡兩金      | 提名 |

## 外部連結
- 侯彥西的Facebook專頁
- 侯彥西的新浪微博
- 侯彥西的Instagram帳戶